# Ранкіярві
Ранкіярві (рос. Ранкиярви) — озеро в Сортавальському районі Карелії, Російська Федерація.
Озеро і хутір на березі фермерських господарств. Вздовж південного берега проходить залізнична гілка Яккіма — Сортавала. Раніше поблизу озера діяв зупинний пункт 246 км.
В озері водиться декілька видів риб.